# Gonionota vivida
Gonionota vivida es una polilla en la familia Depressariidae. Fue descrito por Edward Meyrick en 1926. Se encuentra en Bolivia.
La envergadura es de 17-19 mm. Las alas anteriores son de color amarillo brillante, más o menos impregnadas de naranja rosado irregular con el borde costal blanco, excepto en la base, de color amarillo claro ligeramente difuminado, excepto hacia el centro, más fuertemente hacia atrás. Debajo de esto, se encuentra una amplia banda de color marrón ferruginoso desde la base hasta arriba del medio, ocupando casi la mitad costera del ala, más allá de esto, una leve fusión pardusca se extiende por encima del medio hasta cerca del ápice. Los estigmas discales son minúsculos y negruzcos, a veces obsoletos y hay una fascia terminal estrecha de sufusión marrón ferruginosa. Las alas posteriores son de color gris rosáceo o de color marrón rosado claro.